# Tanya Saracho
Pour les articles homonymes, voir Tanya et Saracho.
Tanya Saracho, née à Los Mochis dans l'État mexicain de Sinaloa, est une actrice, scénariste et productrice américaine,.

## Filmographie

### Comme actrice
- 2008 : Nothing like the Holidays (en) : sœur Maria
- 2010 : Hung (série télévisée)
- 2015 : Looking (série télévisée) : Ceci

### Comme scénariste
- 2013 : Devious Maids (série télévisée) (2 épisodes)
- 2014-2015 : Looking (série télévisée) (5 épisodes)
- 2015-2016 : How to Get Away with Murder (série télévisée) (2 épisodes)
- 2018-2019 : Vida (série télévisée) (16 épisodes)

### Comme productrice
- 2015 : Looking (série télévisée) (10 épisodes)
- 2015 : How to Get Away with Murder (série télévisée) (6 épisodes)
- 2018-2019 : Vida (série télévisée) (7 épisodes)